# Hieracium elongatifrons
Hieracium elongatifrons es una especie de planta con flor del género Hieracium, de la familia Asteraceae, orden Asterales.

## Distribución
Hieracium elongatifrons se distribuye por Noruega y Suecia.

## Taxonomía
Fue descrita científicamente por Omang. Fue publicada en Nyt Mag. Naturvidensk.